# Edouard Tenet
Edouard Henry Guillaume Tenet est un boxeur français né le 7 juillet 1907 à Lyon et mort le 24 février 1978 à Créteil.

## Carrière sportive
Passé professionnel en 1925, il devient champion de France poids welters en 1931 et jusqu'en 1934. Il monte ensuite de catégorie de poids et remporte le titre de champion d'Europe des poids moyens EBU en 1938 face à Jupp Besselmann. Battu lors de sa première défense par Bep van Klaveren, Tenet redevient champion d'Europe l'année suivante aux dépens du Grec Anton Christoforidis. Il sera pendant le Seconde Guerre mondiale champion de France des poids moyens (en battant notammen Jean Despeaux) puis mettra un terme à sa carrière de boxeur en 1948 sur un bilan de 62 victoires, 25 défaites et 10 matchs nuls.